# Actinidia kolomikta

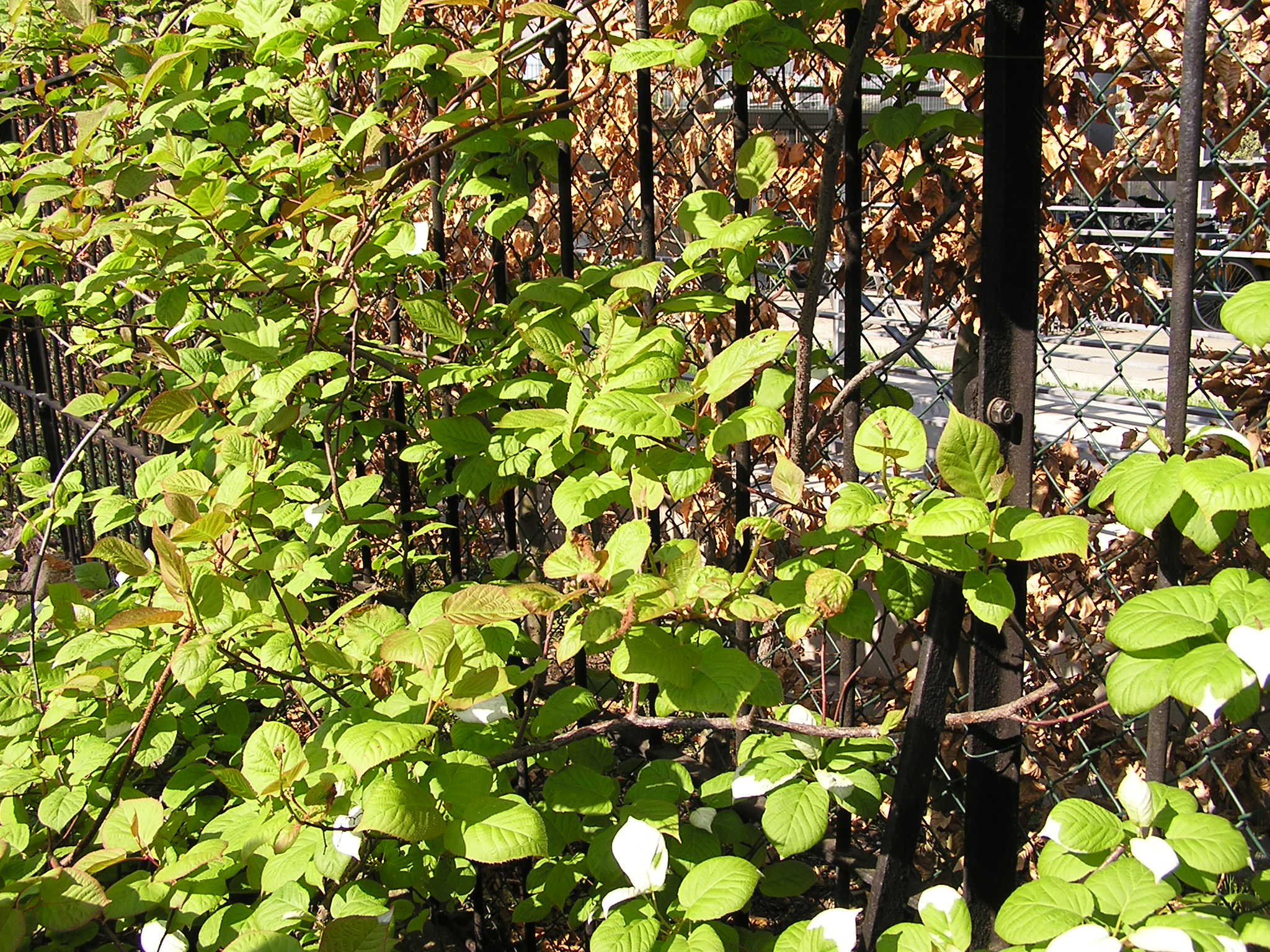
Vista de la planta

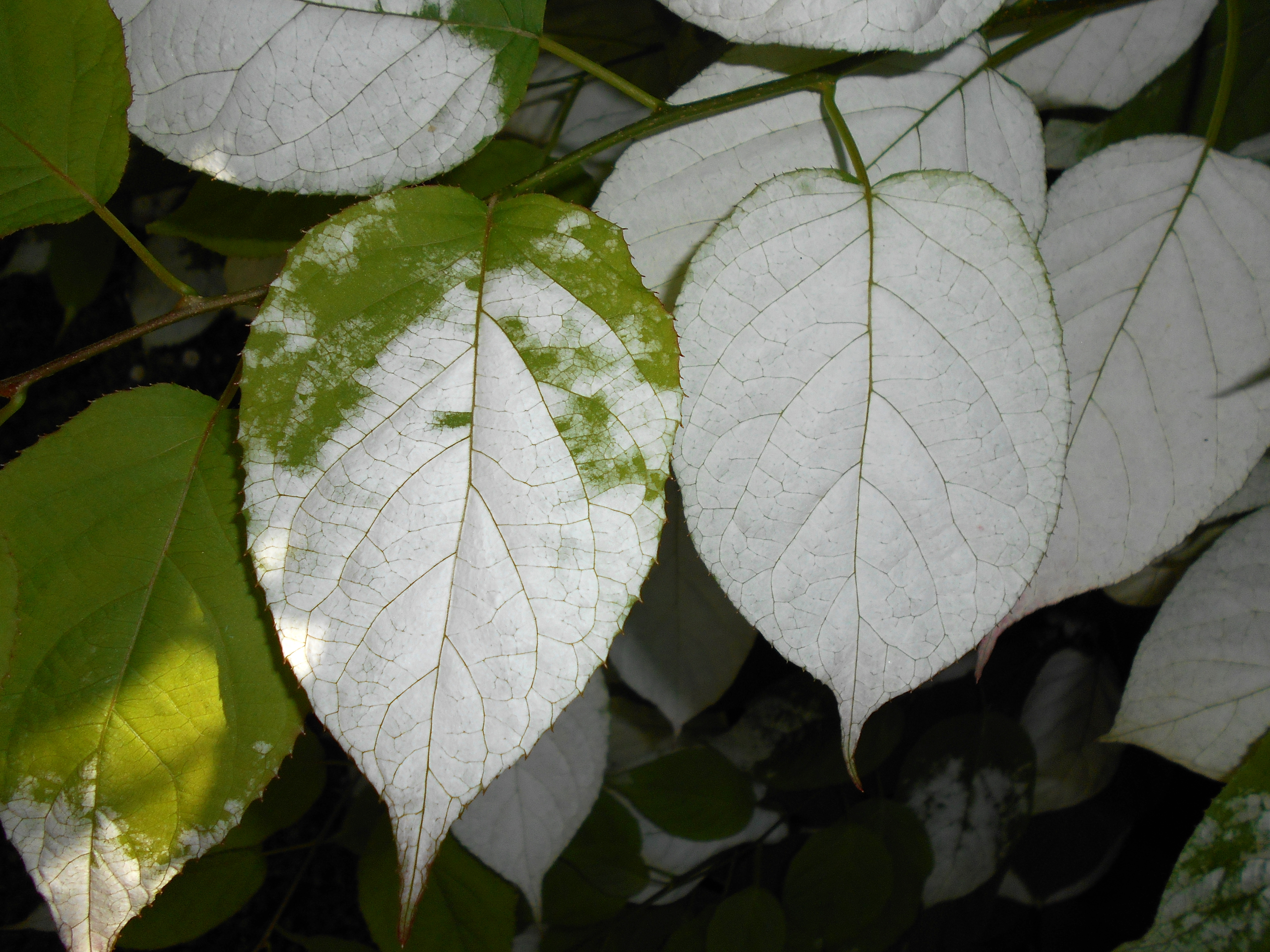

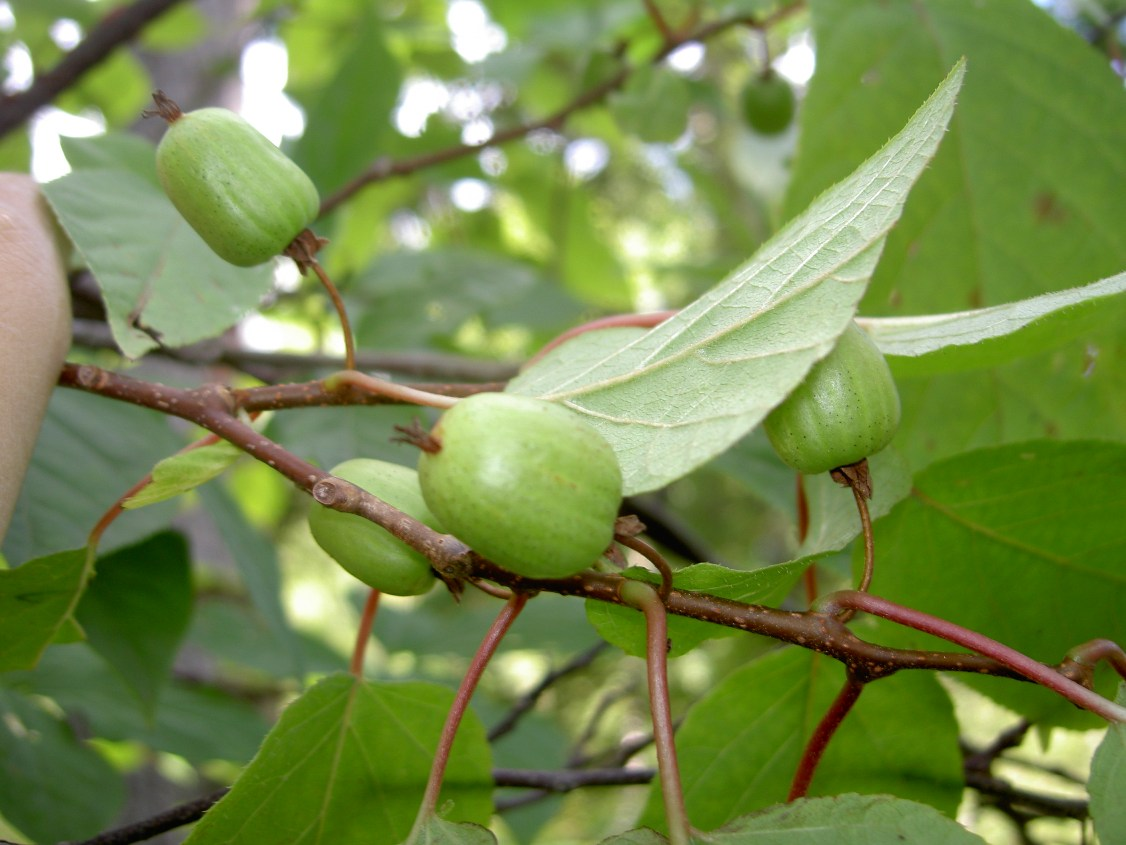

Actinidia kolomikta es una especie de lianas del género Actinidia perteneciente a la familia Actinidiaceae.  Es nativa de los templados bosques mixtos del Lejano Oriente de Rusia, Corea, Japón y China.

## Descripción
Como la mayoría de las otras especies del género, es dioica, las flores masculinas y femeninas se encuentran en plantas separadas. La planta florece de mayo a junio. Las flores son de aproximadamente 1 cm de alto, de color blanco y perfumadas ligeramente. Los frutos son de color amarillo, ovalados, de  2,5 cm de largo y dulce sabor.

## Taxonomía
Actinidia kolomikta fue descrito por Maxim. & Rupr. y publicado en Mémoires Presentes a l'Académie Impériale des Sciences de St.-Pétersbourg par Divers Savans et lus dans ses Assemblées 9: 63. 1859.
Sinonimia
- Actinidia gagnepainii Nakai
- Actinidia kolomikta var. gagnepainii (Nakai) H.L.Li
- Actinidia longicauda F.Chun
- Kalomikta mandshurica Regel
- Prunus kolomikta Maxim. & Rupr.
- Trochostigma kolomikta (Maxim. & Rupr.) Rupr.[2]